# Hucbald
Hucbald, född omkring 840, död omkring 930, var en flamländsk munk och musikskriftställare.
Hans av Martin Gerbert i Scriptores de musica utgivna De harmonca instistutione hanandrlar förstadierna till flerstämmig musik. Däremit är de av Gerbert tryckta Alia musica, Commemoratio brevis de tonis et psalmis modulandis och den märkliga Musica enchiriadis troligen inte författade av Hucbald.